# Zeutschach
Zeutschach est une ancienne commune autrichienne du district de Murau en Styrie.